# Walter Morel
Walter Morel – piłkarz urugwajski, napastnik.
Jako piłkarz klubu River Plate Montevideo wziął udział ww turnieju Copa América 1953, gdzie Urugwaj zajął trzecie miejsce. Morel zagrał we wszystkich sześciu meczach - z Boliwią (tylko w drugiej połowie - w przerwie meczu zastąpił Omara Méndeza), Chile (zdobył bramkę), Paragwajem, Brazylią (w 74 minucie zmienił go Raúl Bentancor), Ekwadorem (w 49 minucie wszedł na boisko za Washingtona Puente i zdobył bramkę) i Peru (w 61 minucie wszedł za niego Raúl Bentancor).
Nadal jako gracz klubu River Plate wziął udział ww turnieju Copa América 1955, gdzie Urugwaj zajął czwarte miejsce. Morel zagrał tylko w dwóch meczach - ostatnie 5 minut meczu z Ekwadorem (zastąpił na boisku Oscara Mígueza) oraz z Peru (w 70 minucie wszedł na boisko za Oscara Mígueza i zdobył dla Urugwaju honorową bramkę).
Morel od 25 lutego 1953 roku do 30 marca 1955 roku rozegrał w reprezentacji Urugwaju 8 meczów i zdobył 3 bramki.